# Phaonia exoleta
Phaonia exoleta este o specie de muște din genul Phaonia, familia Muscidae. A fost descrisă pentru prima dată de Johann Wilhelm Meigen în anul 1826. Conform Catalogue of Life specia Phaonia exoleta nu are subspecii cunoscute.